# Пушкарёво (Омская область)
Пушкарёво — деревня в Знаменском районе Омской области. Входит в состав Семёновского сельского поселения.

## История
Основана в 1600 г. В 1928 г. состояла из 80 хозяйств, основное население — русские. Центр Пушкарёвского сельсовета Знаменского района Тарского округа Сибирского края.

## Население
| 1926 | 2002 | 2010 |
| ---- | ---- | ---- |
| 371  | ↘161 | ↘128 |